# 非凡智兔蛤
非凡智兔蛤（学名：Leporimetis spectabilis），是帘蛤目樱蛤科Leporimetis属的一种。主要分布于中国大陆、台湾，常栖息在潮间带。